# Ted Conti
João Batista Conti, conhecido como Ted Conti, (Muqui, 28 de dezembro de 1964) é um radialista, jornalista e Deputado Federal do Espírito Santo pelo Partido Socialista Brasileiro (PSB).

## Carreira Política

### Primeiro Mandato
Ted Conti concorreu recebeu 42.580 votos nas eleições de 2018, o terceiro mais votado da chapa de Deputados Federais do PSB-ES.

#### Atuação Legislativa
Preside comissão externa responsável pela fiscalização e acompanhamento da concessão da BR 101, no trecho do Estado do Espírito Santo, sob responsabilidade da Eco 101.